# Bibliothèque Armitt
Le musée Armitt, également connu sous le nom de musée et bibliothèque Armitt, est un musée et une bibliothèque indépendants, fondés à Ambleside en Cumbria par Mary Louisa Armitt en 1909. C'est un organisme de bienfaisance.

## Histoire

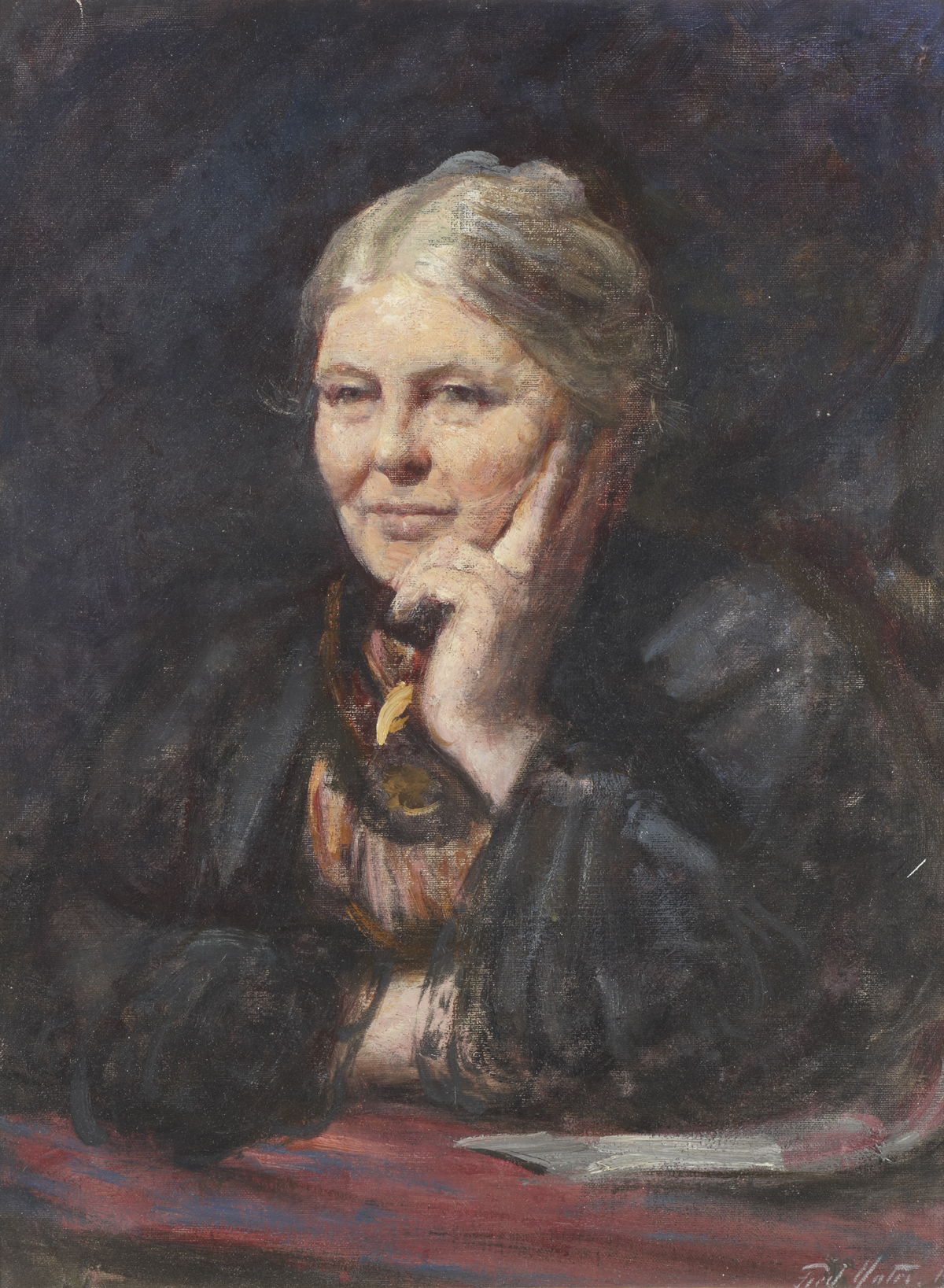
Charlotte Mason - peinte en 1902 par Frederic Yates est une peinture de la collection de la Bibliothèque

La bibliothèque est fondée par un legs de Mary Louisa Armitt afin que l'activité intellectuelle d'Ambleside puisse être soutenue. Les racines de l'organisation remontent à l'Ambleside Book Society qui est fondée en 1828 et qui fait partie de la bibliothèque. Le 8 novembre 1912, la bibliothèque ouvre ses portes et Hardwicke Rawnsley, qui devait cofonder le National Trust, écrit un poème en guise de célébration.
Les "deux esprits sœurs heureuses" sont Mary Louisa Armitt décédée l'année précédente et sa sœur Sophia Armitt .

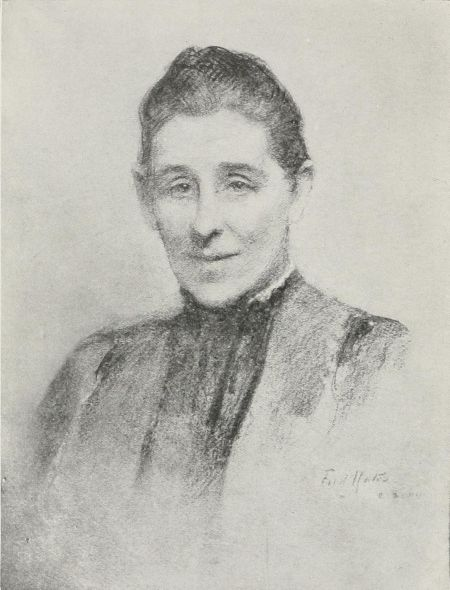
La bibliothèque porte le nom de Mary Louisa Armitt (photo de Frederic Yates)

Beatrix Potter fait don de livres et de peintures de son vivant et, à sa mort, lègue ses portefeuilles d'aquarelles d'histoire naturelle et ses copies personnelles de ses «petits livres». Ceux-ci sont exposés en permanence dans une exposition Beatrix Potter : Image et réalité.
Le bâtiment actuel est construit en 1997 en ardoise et en pierre sur le terrain appartenant au St Martin's College (anciennement Charlotte Mason College).
L'Armitt abrite également une collection d'œuvres de Kurt Schwitters , un artiste réfugié allemand qui a vécu et est mort à Ambleside.
La bibliothèque de plus de 11 000 livres couvre l'histoire locale et naturelle de la région d'Ambleside et du Lake District au sens large. C'est une source importante d'informations sur les personnes notables liées à la région, notamment Mary Louisa Armitt, William Wordsworth, Harriet Martineau, John Ruskin, Frederic Yates , Hardwicke Rawnsley et Kurt Schwitters.